# Daniel Waters

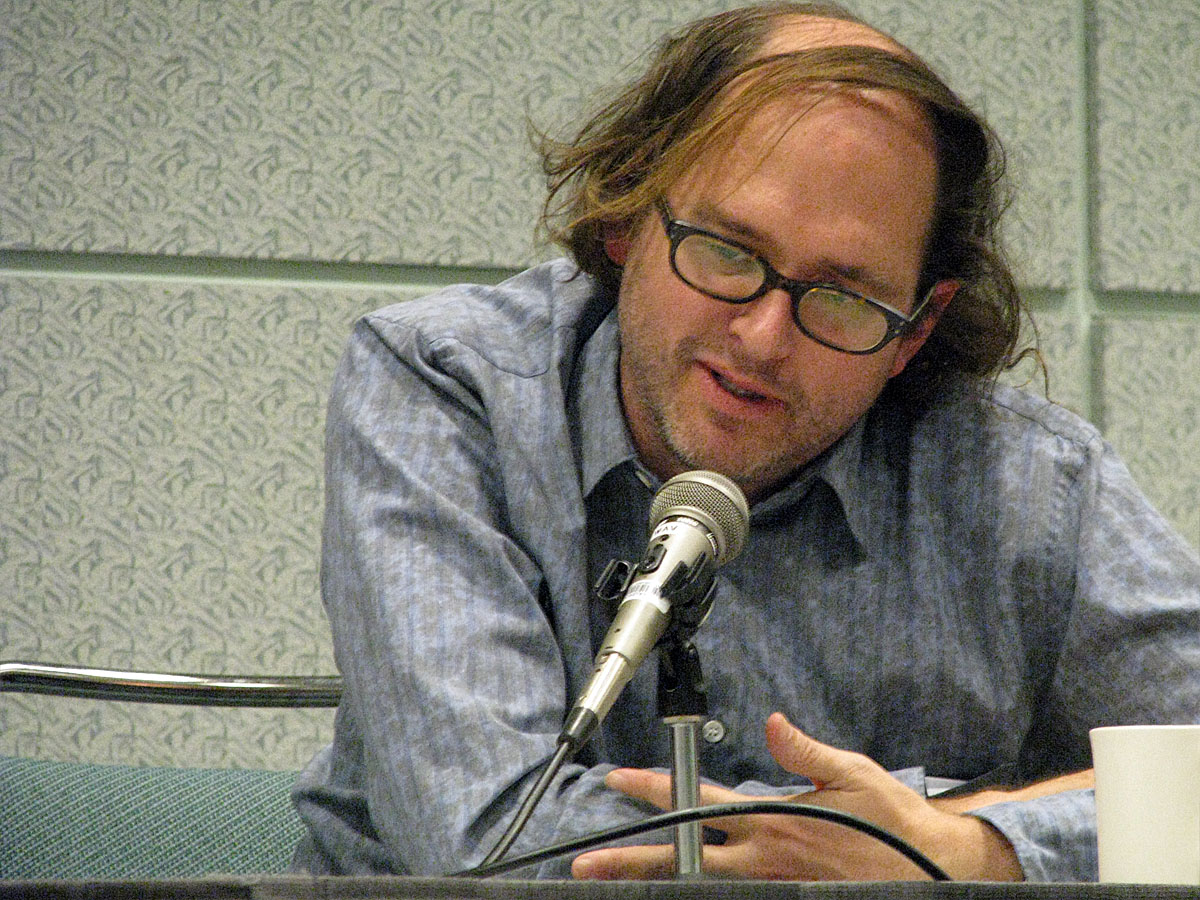
Daniel Waters

Daniel Waters (* 30. November 1962 in Cleveland, Ohio) ist ein US-amerikanischer Drehbuchautor und Regisseur. Er ist der ältere Bruder von Mark Waters.

## Leben
Waters spielte als sechsjähriger in der Fernsehserie Beyond Our Control mit. Bekannt wurde er 1989 durch das Drehbuch für die Teenie-Komödie Heathers, für das er 1990 den Edgar Award erhielt. In den folgenden vier Jahren war er Co-Autor bei Ford Fairlane – Rock ’n’ Roll Detective. 
Er schrieb die Drehbücher für Batman Returns, Hudson Hawk und Demolition Man. 
2001 begann Waters mit der Film-Komödie Happy Campers auch als Regisseur zu arbeiten. 
In Sex and Death 101 kam es wieder zur Zusammenarbeit mit der Schauspielerin Winona Ryder, mit der er bereits in Heathers gearbeitet hatte. Waters erhielt 2007 für diesen Film beim Seattle International Film Festival den Golden Space Needle Award als bester Regisseur.

## Filmografie

### Als Drehbuchautor
- 1989: Heathers
- 1990: Ford Fairlane – Rock ’n’ Roll Detective (The Adventures of Ford Fairlane)
- 1991: Hudson Hawk
- 1992: Batman Returns
- 1993: Demolition Man
- 2001: Happy Campers
- 2007: Sex and Death 101
- 2014: Vampire Academy

### Als Regisseur
- 2001: Happy Campers
- 2007: Sex and Death 101

### Als Schauspieler
- 1968: Beyond Our Control (Fernsehserie)